# La Chapelle-Saint-Quillain
La Chapelle-Saint-Quillain település Franciaországban, Haute-Saône megyében. Lakosainak száma 146 fő (2022. január 1.). La Chapelle-Saint-Quillain Angirey, Étrelles-et-la-Montbleuse, Saint-Gand, Sainte-Reine, Vantoux-et-Longevelle, Vellefrey-et-Vellefrange, Vellemoz és Seveux-Motey községekkel határos.

## Népesség
A település népességének változása:
| Lakosok száma | 135  | 145  | 153  | 154  | 158  | 162  | 157  | 151  | 146  |
|               | 2013 | 2015 | 2016 | 2017 | 2018 | 2019 | 2020 | 2021 | 2022 |